# Mas Bassedes
Mas Bassedes o Can Leda és una masia del municipi de l'Escala inclosa en l'Inventari del Patrimoni Arquitectònic de Catalunya.

## Descripció
Situat al nord-oest de la població de l'Escala i a uns dos quilòmetres d'Empúries, al veïnat de Cinclaus. Edificat a la banda est del portal del castell.
Mas de planta rectangular, format per quatre crugies perpendiculars a una altra de transversal, ubicada al nord de l'estructura. La coberta és a dues vessants de teula i està distribuït en planta baixa i pis. La façana principal presenta un portal d'accés adovellat, amb un escut gravat a la dovella clau. Hi té esculpides dues creus de Malta, una a dalt i l'altra a baix, i al mig la data: "f 1671 obe" (fet l'octubre de 1671). Al costat est hi ha una petita finestra bastida amb quatre carreus desbastats. Al pis, damunt la porta, hi ha una finestra amb els brancals bastits amb carreus i l'ampit motllurat. Presenta una espitllera a la part inferior. A l'extrem est hi ha una finestra de la mateixa tipologia i, al mig de les dues, una de llinda plana, amb l'ampit també treballat, i un arc de descàrrega de maons. A la part baixa de la façana hi ha carreus escairats que podrien correspondre a l'antiga muralla del castell. Adossat al davant de la façana hi ha un pou cobert d'aigua salmàstiga, bastit amb pedra i maó, força malmès.
Presenta un cos rectangular adossat a l'extrem oest de la façana principal. Té la coberta a un sol vessant i està bastit amb pedra i les obertures de maons. Al davant d'aquest, a la part est de la casa principal però aïllat, hi ha un altre edifici rectangular, amb teulada a dues aigües i un gran portal d'arc de mig punt. A l'interior hi ha grans arcades bastides amb maons. Un últim cos s'adossa per l'extrem nord-est a l'edifici principal. Presenta l'interior distribuït mitjançant arcades de pedra.
Tots els edificis que conformen el mas es troben bastits amb pedra sense desbastar i fragments de material constructiu, lligat amb abundant morter de calç.

## Història
El lloc de Cinclaus està emplaçat en una petita eminència rocosa al bell mig de la plana al·luvial al nord-oest de l'Escala, a 2 km d'Empúries, per on passa l'antic camí d'Empúries a França (via Heraklea) i constitueix un interessant conjunt arquitectònic bastit sobre un lloc de poblament romà. Aquest està format per una església de s. IX restaurada el s. XVIII, les restes d'un castell del s. XIV (formades per un portal i una torre) un pont de baixa edat mitjana, i cinc masies del final del XVII i principis del xviii.
El primer esment de Cinclaus es documenta l'any 958 amb el text de centum claves a les proes de jurisdicció, domini i successió en què el comte Gausfred reconeix aquest lloc com una de les nombroses propietats del latifundista Riculf. L'origen etimològic de centum, deriva de la centuriarització o parcel·lació del camp d'Empúries. Posteriorment, l'any 1402 apareix amb la forma Sinch Claus en un registre dels pobles del comtat d'Empúries incorporats a la Corona pel rei Martí l'Humà. El 1633, en un document de l'arxiu municipal de l'Escala, es registra com quinque clavibus.
Els conjunt de cinc masos varen ser construïts aprofitant elements de l'antic castell. En el cas del mas Bassedes es bastí a la banda dreta del portal de migdia, encara avui visible.
En la porta principal conserva un escut a la dovella clau on es pot apreciar esculpides dues creus de Malta, una a dalt i l'altra a baix. Segons l'arxiu del COAC també es pot apreciar la inscripció "fet l'octubre de 1671 (f 1671 obe)", encara que actualment estan molt malmès i no es pot llegir bé.
A la part baixa de la façana hi ha carreus escairats que podrien correspondre a l'antiga muralla.